# Mureils
Mureils est une ancienne commune française située dans le département de la Drôme, en région Auvergne-Rhône-Alpes.
Depuis le 1er janvier 2022, elle est une commune déléguée de la commune nouvelle de Saint-Jean-de-Galaure.

## Géographie

### Localisation
Située dans la « Drôme des collines », la commune est à environ 60 km au sud de Lyon, 60 km à l'ouest de Grenoble et 30 km au nord de Valence.

### Communes limitrophes
| Fay-le-Clos         | Anneyron  | Châteauneuf-de-Galaure |
| Fay-le-Clos         | Mureils   | Châteauneuf-de-Galaure |
| La Motte-de-Galaure | Claveyson | Saint-Avit (Drôme)     |

### Géologie et relief
La commune peut être décomposée en trois zones :
- la partie nord, au relief vallonné, est constituée par la formation caillouteuse « de Chambaran » qui repose sur une formation molassique du Miocène[4] ;
- la plaine qui accueille le village est constituée par une formation d'alluvions et de terrasses sablo-caillouteuses ;
- la partie sud, le Bois de Suze et la vallée de la Galaure dont la rive gauche repose sur une formation molassique du Miocène sablo-gréseux[4].

### Hydrographie
- La commune est arrosée par le ruisseau La Galaure, long de plus de 56 km, affluent du Rhône. Il traverse la commune d'est en ouest dans sa partie sud[5] et conflue, à l'ouest du village, avec l'Avenon, un cours d'eau de 6,2 km[6].

### Voies de communication et transports
Le village est traversé d'ouest en est par la route départementale 51 reliant Saint-Vallier (chef-lieu de canton) à la route départementale 20 dans l'Isère et qui conduit à Roybon.

À l'est du village, la route départementale 363 fait la jonction vers le sud avec la route départementale 53 menant à Saint-Donat-sur-l'Herbasse à 12 km et Romans-sur-Isère à 25 km.
L'autoroute A7 possède deux échangeurs à Tain-l'Hermitage (à une vingtaine de kilomètres au sud) et à Chanas dans l'Isère (à un peu plus de 20 km au nord).

L'autoroute A49 (Valence - Grenoble) possède deux échangeurs à Romans-centre et Romans-Est.
La gare ferroviaire régionale la plus proche est celle de Saint-Vallier à 13 km.

La gare de Valence TGV est réservée au réseau à grande vitesse. Elle est située à moins de 40 minutes de route de Mureils.
Transports en commun : la ligne d'autocar du circuit Saint-Vallier - Hauterives - Le Grand-Serre (ligne 03).

## Urbanisme

### Typologie
Mureils est une commune rurale, car elle fait partie des communes peu ou très peu denses, au sens de la grille communale de densité de l'Insee,,,. 
La commune est en outre hors attraction des villes,.

### Occupation des sols
L'occupation des sols de la commune, telle qu'elle ressort de la base de données européenne d’occupation biophysique des sols Corine Land Cover (CLC), est marquée par l'importance des territoires agricoles (82,1 % en 2018), une proportion identique à celle de 1990 (81,6 %). La répartition détaillée en 2018 est la suivante : 
terres arables (67,5 %), forêts (17,9 %), zones agricoles hétérogènes (14,6 %). L'évolution de l’occupation des sols de la commune et de ses infrastructures peut être observée sur les différentes représentations cartographiques du territoire : la carte de Cassini (XVIIIe siècle), la carte d'état-major (1820-1866) et les cartes ou photos aériennes de l'IGN pour la période actuelle (1950 à aujourd'hui).

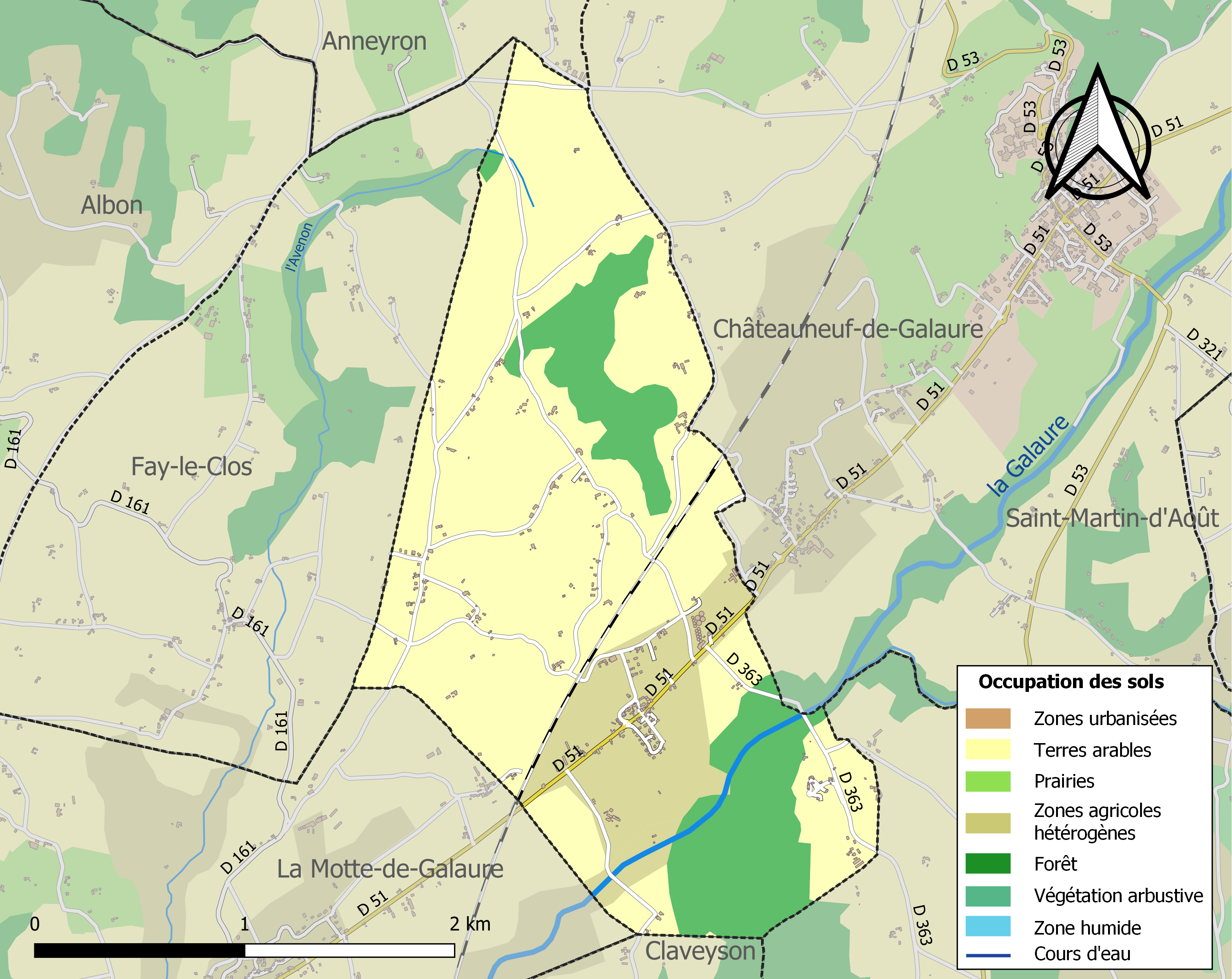
Carte des infrastructures et de l'occupation des sols de la commune en 2018 (CLC).

### Morphologie urbaine
L'habitat est composé de quatre hameaux (La Bretonniere, La Tour, La Plaine, Graillats), d'un lieu-dit (Suze et Bayardières), et de fermes dispersées.
Plusieurs lotissements ont été construits. L'un d'eux, en dehors du bourg, abrite à lui seul environ un quart des habitants de la commune.
L'occupation des sols est principalement consacrée à l'agriculture et un peu plus de 20 % est occupé par la forêt et les espaces semi-naturels.
| Territoire artificialisé                                                                                                  | 7 % (5,60)      | 39  |
| Espace agricole | 68,60 % (25,80) | 380 |
| Forêts et milieux semi-naturels                                                                                           | 22,20 % (66,40) | 123 |
| Eaux | 1,26 % (1)      | 7   |
| Indéterminés | 0,90 % (1,30)   | 5   |
| Source : Base statistique de l'Observatoire des surfaces à l’échelle communale (OSCOM) et Diaporama de présentation OSCOM |                 |     |

### Logement
Entre 2009 et 2014, si le nombre de résidences principales a sensiblement augmenté en valeur absolue, la proportion de ce type de logement a légèrement décrue relativement à l'ensemble des résidences ; le nombre de logements vacants ayant plus que doublé durant cette période.
| Types de logements                         | 2014 | Proportion | 2009 | Proportion |
| ------------------------------------------ | ---- | ---------- | ---- | ---------- |
| Total                                      | 183  | 100 %      | 149  | 100 %      |
| Résidences principales                     | 164  | 89,7 %     | 137  | 91,6 %     |
| Résidences secondaires                     | 4    | 2,3 %      | 6    | 4,2 %      |
| Logements vacants                          | 15   | 8 %        | 6    | 4,2 %      |
| Source : Catégories et types de logements. |      |            |      |            |

### Risques naturels et technologiques
La commune est située en zone 3 de sismicité modérée et n'est pas soumise à un plan de prévention des risques naturels prévisibles (PPRn) ni à un plan de prévention des risques technologiques (PPRt).

## Toponymie

### Attestations
Dictionnaire topographique du département de la Drôme :
- Vers 1100 : Mirul (cartulaire de Grenoble, C 106).
- 1119 : mention de l'église Saint-Jean : Capella Sancti Johannis in castro Miron (Juénin : Histoire de Tournus, 146).
- 1283 : Castrum de Merueyl (Valbonnais, II, 27).
- 1343 : Castrum Miroli (Valbonnais, II, 552).
- XIVe siècle : mention de la paroisse : Capella de Mirulo (pouillé de Vienne).
- 1360 : Castrum Murolii (choix de docum., 208).
- 1364 : Castrum de Mirolio in Delphinatus (Duchesne : Histoire des dauphins, 55).
- 1365 : mention de l'église Saint-Jean : Ecclesia Beati Johannis de Murel (cartulaire de Clérieux)
- 1404 : Castrum de Marolio prope Clayriacum (Duchesne : Histoire des dauphins, 61).
- 1513 : Muroil (archives de la Drôme, E 1097).
- 1521 : mention de l'église Saint-Jean : Ecclesia Sancti Johannis Miroil (rôle de décimes).
- 1570 : Miroil (archives de la Drôme, E 1097).
- 1570 : Saint-Jean-de-Murails (archives de la Drôme, B 1576).
- 1770 : Saint-Jean-de-Murail (Aff. du Dauphiné).
- 1780 : Saint-Jean-de-Muret (Aff. du Dauphiné).
- 1891 : Mureils, commune du canton de Saint-Vallier.

## Histoire

### Antiquité: les Gallo-romains
Passage d'une voie romaine.

### Du Moyen Âge à la Révolution
La seigneurie :
- Au point de vue féodal, Mureils était une terre du fief des archevêques de Vienne et de l'arrière-fief des barons de Clérieux.
- 1283 : possession des Moirans.
- La terre est vendue aux Alleman.
- Vers 1336 : elle passe aux Beaumont.
- 1341 : cédée aux dauphins.
- Les dauphins rétrocèdent Mureils aux comtes de Valentinois.
- Vendue aux Châteauneuf.
- Début XVe siècle : passe (par héritage) aux Alleman.
- Peu de temps après : passe aux Claveyson.
- 1440 : passe (par mariage) aux Hostun.
- 1615 : passe aux Lionne.
- 1753 : vendue aux Tournon, derniers seigneurs.

Avant 1790, Mureils était une communauté de l'élection et subdélégation de Romans et du bailliage de Saint-Marcellin, formant une paroisse du diocèse de Vienne, annexe de celle de Saint-Bonnet-de-Galaure, et dont l'église, dédiée à saint Jean dépendait du prieur de la Motte-de-Galaure, qui y prenait la dime et présentait à la cure.

### De la Révolution à nos jours
En 1790, la commune est comprise dans le canton de Châteauneuf-de-Galaure. La réorganisation de l'an VIII la place dans le canton de Saint-Vallier.

## Politique et administration

### Administration municipale
À la suite de l'élection municipale de 2014, le conseil municipal est composé de trois adjoints et de sept conseillers municipaux.

### Liste des maires
| Période                                  | Période  | Identité         | Étiquette | Qualité                                                                        |
| ---------------------------------------- | -------- | ---------------- | --------- | ------------------------------------------------------------------------------ |
| Les données manquantes sont à compléter. |          |                  |           |                                                                                |
| avant 1988                               | ?        | Louis Blachon    |           |                                                                                |
| mars 2001                                | En cours | Jean-Marc Rozier | DVG       | Fonctionnaire Ancien Vice-président de la communauté de communes de la Galaure |

## Population et société

### Démographie
L'évolution du nombre d'habitants est connue à travers les recensements de la population effectués dans la commune depuis 1793. Pour les communes de moins de 10 000 habitants, une enquête de recensement portant sur toute la population est réalisée tous les cinq ans, les populations de référence des années intermédiaires étant quant à elles estimées par interpolation ou extrapolation. Pour la commune, le premier recensement exhaustif entrant dans le cadre du nouveau dispositif a été réalisé en 2007.

En 2018, la commune comptait 469 habitants, en évolution de +10,09 % par rapport à 2012 (Drôme : +2,64 %, France hors Mayotte : +2,11 %).
| 1793 | 1800 | 1806 | 1821 | 1831 | 1836 | 1841 | 1846 | 1851 |
| ---- | ---- | ---- | ---- | ---- | ---- | ---- | ---- | ---- |
| 251  | 220  | 224  | 227  | 286  | 281  | 330  | 354  | 359  |

| 1856 | 1861 | 1866 | 1872 | 1876 | 1881 | 1886 | 1891 | 1896 |
| ---- | ---- | ---- | ---- | ---- | ---- | ---- | ---- | ---- |
| 357  | 375  | 343  | 402  | 397  | 417  | 384  | 403  | 402  |

| 1901 | 1906 | 1911 | 1921 | 1926 | 1931 | 1936 | 1946 | 1954 |
| ---- | ---- | ---- | ---- | ---- | ---- | ---- | ---- | ---- |
| 364  | 382  | 395  | 369  | 346  | 335  | 307  | 273  | 267  |

| 1962 | 1968 | 1975 | 1982 | 1990 | 1999 | 2006 | 2007 | 2012 |
| ---- | ---- | ---- | ---- | ---- | ---- | ---- | ---- | ---- |
| 290  | 246  | 244  | 234  | 272  | 307  | 340  | 345  | 426  |

| 2017 | 2018 | - | - | - | - | - | - | - |
| ---- | ---- | - | - | - | - | - | - | - |
| 465  | 469  | - | - | - | - | - | - | - |

### Enseignement
La commune, sui relève de l'académie de Grenoble, possède une école élémentaire avec un effectif de 17 élèves en 2017-2018.

### Manifestations culturelles et festivités
- Fête : le 24 juin[18].

## Économie
En 1992 : pâturages (bovins, caprins), céréales.

### Emploi
En 2014, la population agée de 15 à 64 ans s'élève à 284 personnes (210 en 2009) parmi lesquelles on compte 73,2 % d'actifs dont 6,9 % sont des chômeurs (respectivement 79,6 % et 5,8 % en 2009).
Entre 2009 et 2014, le nombre d'emplois dans la zone a augmenté de 45 à 52 alors que le nombre d'actifs qui ont en même temps un emploi et résident dans la zone est passé de 156 à 190 ; l'indicateur de concentration d'emploi restant relativement stable entre ces deux dates et se situe à environ 28 % ; ce qui signifie qu'il y a dans la zone 28 emplois pour cent actifs ayant un emploi.

### Entreprises et commerces
Au 31 décembre 2015, avec 53,8 %, la majorité des entreprises se situent dans le commerce, les transports et les services divers, suivi du secteur de la construction avec quatre établissements représentants 15,4 % des entreprises de la commune, puis l'administration publique, l'enseignement, la santé d'une part et le secteur industriel d'autre part, représentant chacun trois établissements (11,5 %) et enfin l'agriculture avec 2 établissements.
Aucune entreprise de dix salariés ou plus est présente sur la commune ; un peu plus de 30 % ont un à neuf salariés ; 70 % en ont aucun.

## Culture locale et patrimoine

### Lieux et monuments
- Tour en ruine[18] (donjon quadrangulaire[réf. nécessaire])
- Château de la Bretonnière[18].
- Église Saint-Jean de Mureils, néo-gothique (XIXe siècle)[18].
- Oratoire de la Sainte-Épine[18].

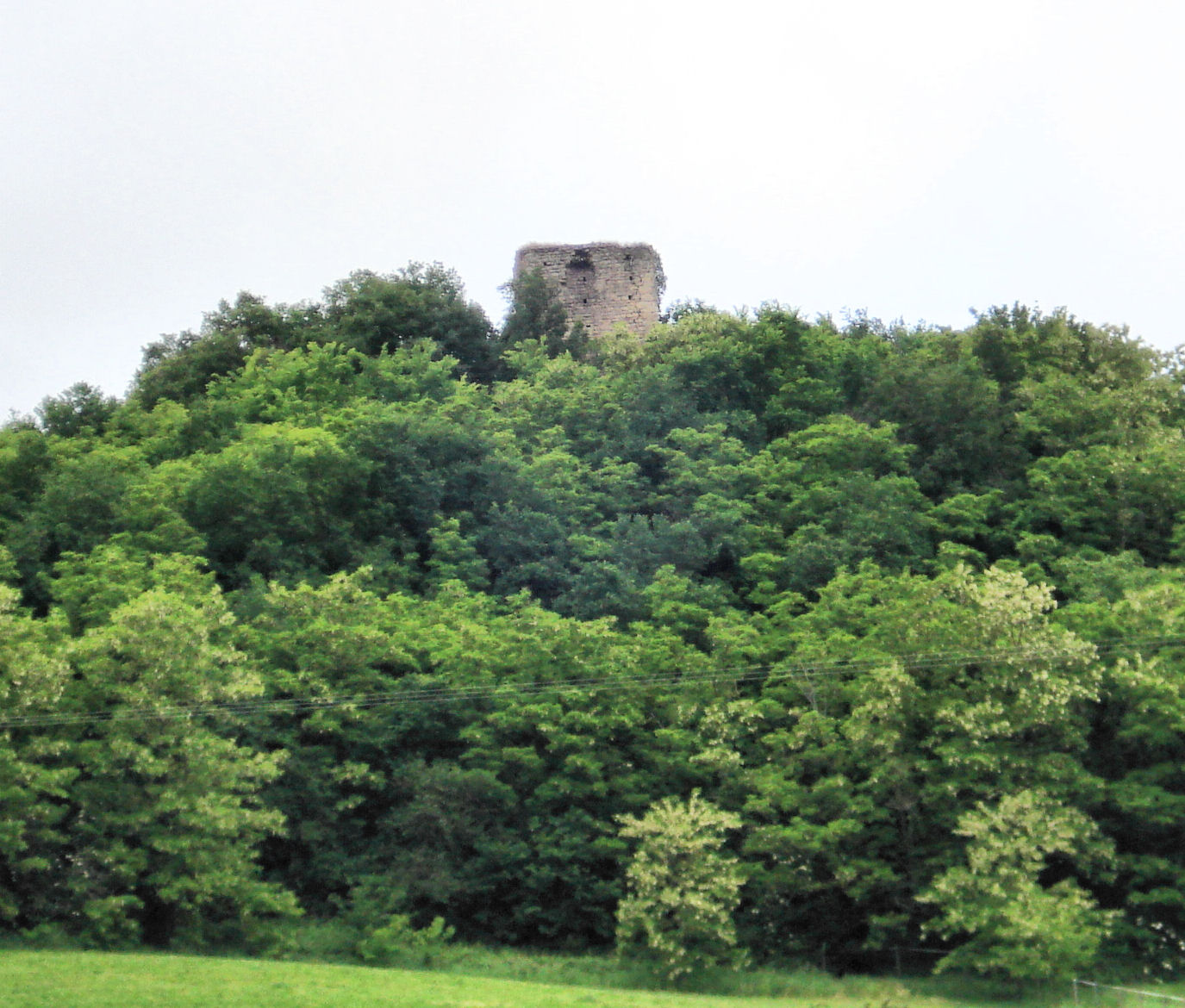
Ruines de la tour.
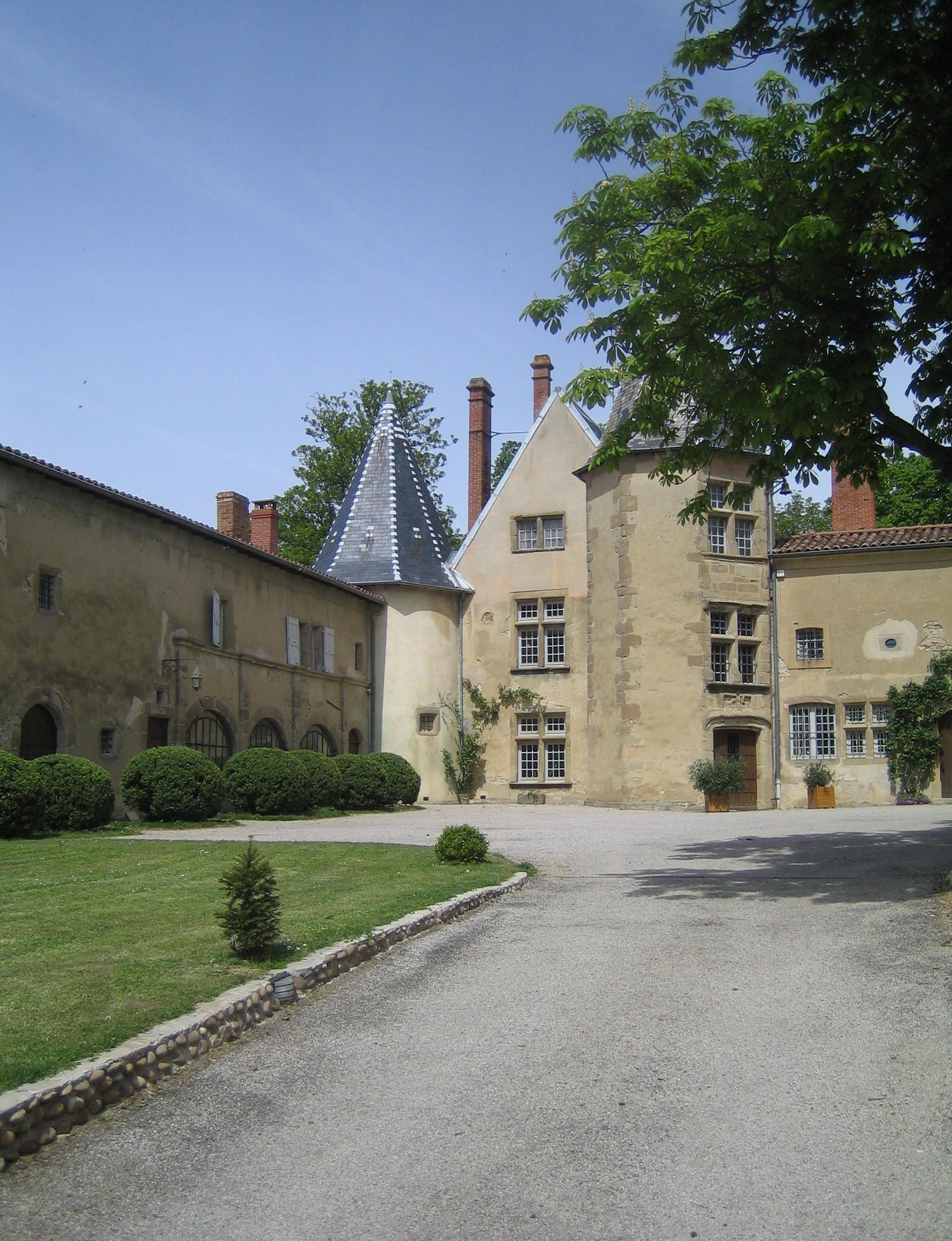
Château de la Bretonnière.
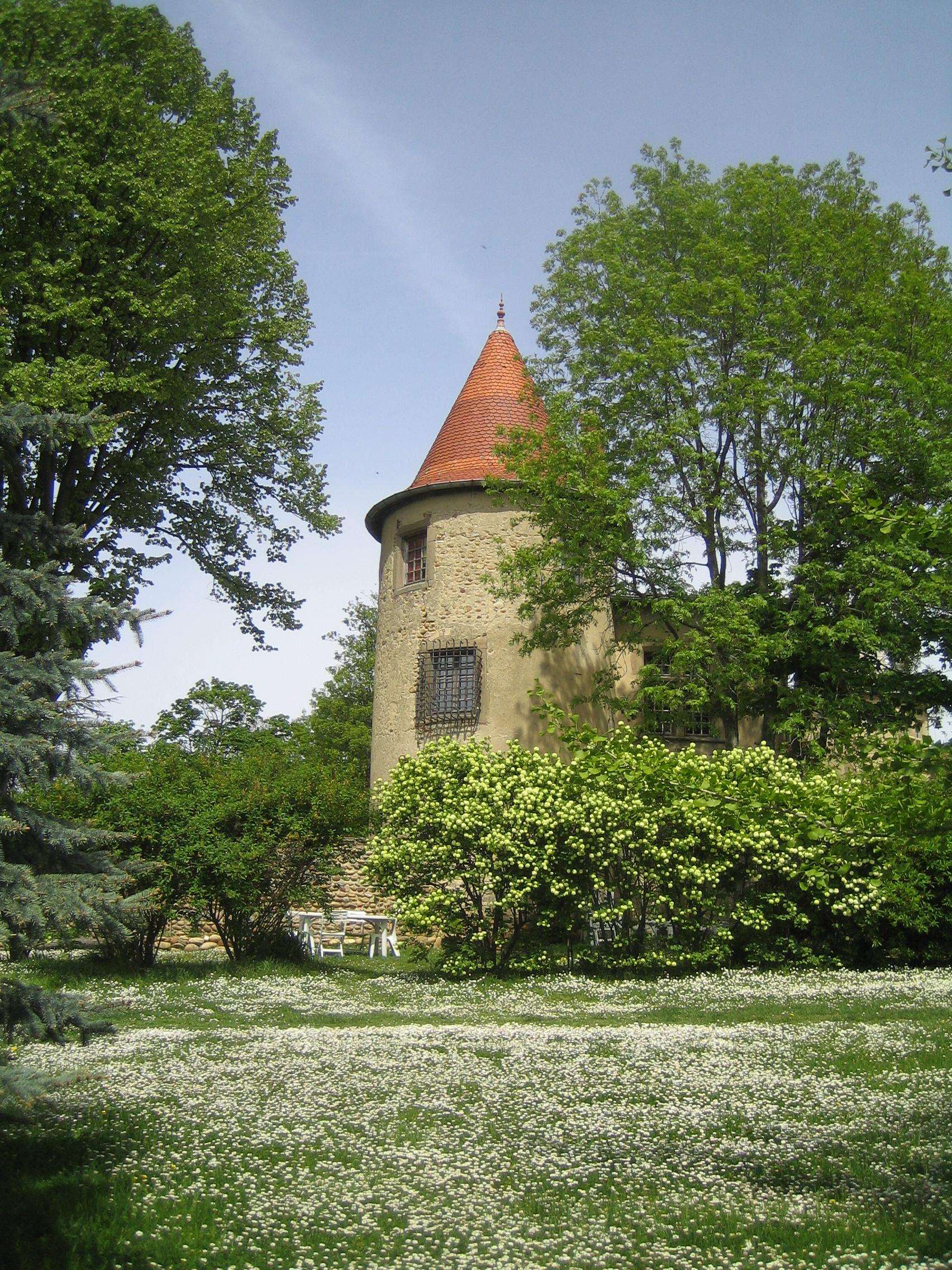
Château de la Bretonnière.
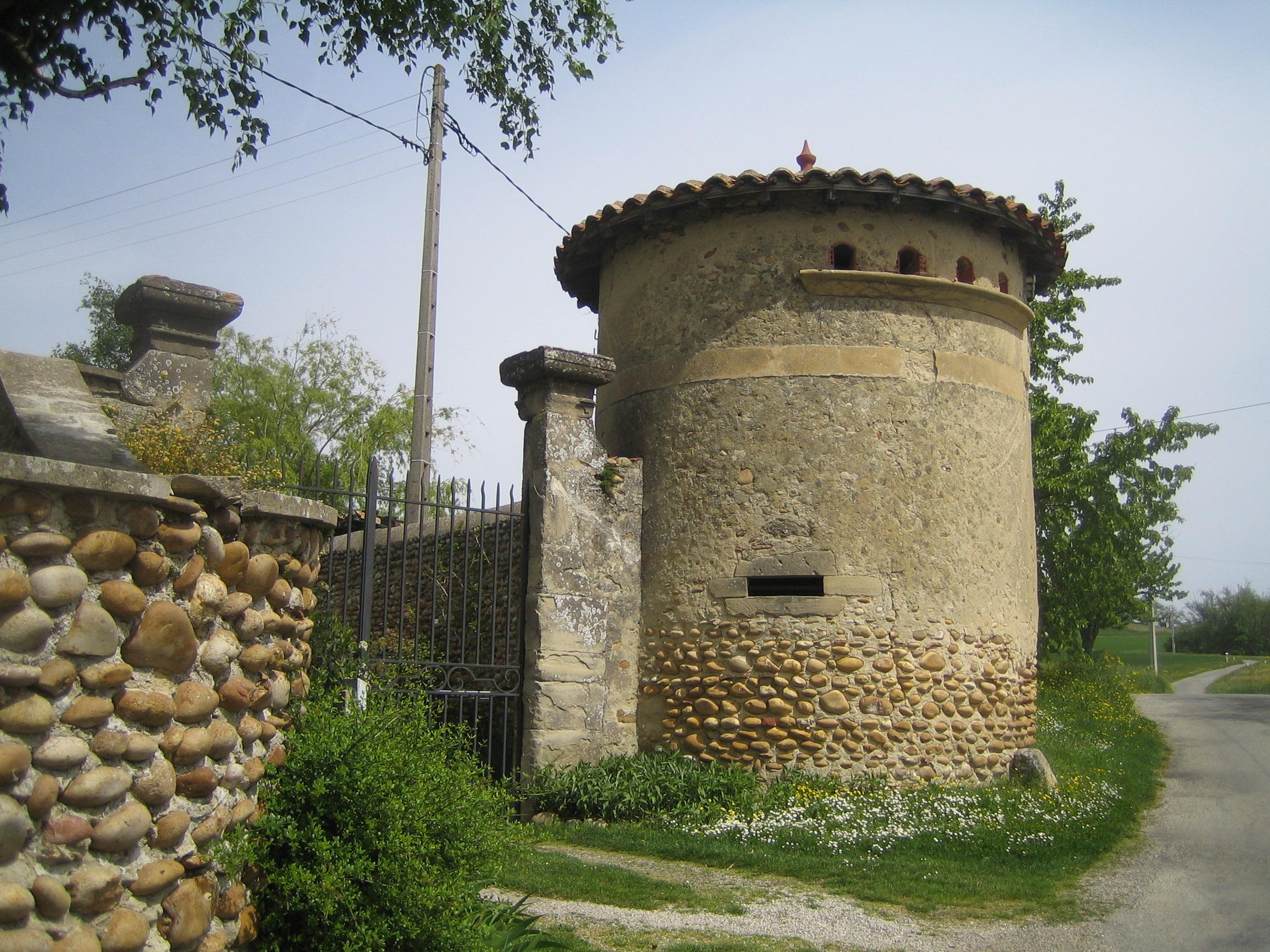
Château de la Bretonnière.

### Héraldique, logotype et devise
|  | Mureils possède des armoiries dont l'origine et le blasonnement exact ne sont pas disponibles. |